# Kényszerpályán
A Kényszerpályán (eredeti cím: Seized) 2020-ban bemutatott amerikai akcióthriller, melyet Isaac Florentine rendezett. A főbb szerepekben Scott Adkins és Mario Van Peebles látható. 
Az Amerikai Egyesült Államokban 2020. október 13-án mutatták be a mozikban. Magyarországon az AMC televízióadó mutatta be 2024. január 31-én.

## Cselekmény
Nero Mexikóban él fiával. Próbálja maga mögött hagyni korábbi életét és múltját, amit a különleges erőknél élt át. Amikor fiát, Taylort elrabolják, Nero visszatér régi, erőszakos hivatásához, hogy megmentse őt.

## Szereplők
| Szerep           | Színész             | Magyar hang[forrás?]   |
| ---------------- | ------------------- | ---------------------- |
| Nero             | Scott Adkins        | Horváth-Töreki Gergely |
| Mzamo            | Mario Van Peebles   | Dolmány Attila         |
| Donovan          | Stephen Elder       | Dózsa Zoltán           |
| Walker           | James P. Bennett    |                        |
| Alanza           | Karlee Perez        |                        |
| Hugo             | David Fernandez Jr. |                        |
| Taylor, Nero fia | Matthew Garbacz     |                        |
| Eliazar Machado  | Rolando Gonzalez    |                        |
| Omar Chavez      | Luis Gatica         | Jakab Csaba            |

## Fogadtatás
A Rotten Tomatoes weboldalon a film 5 kritika alapján 40%-os minősítést kapott, 4,3/10-es átlagpontszámmal.

## Fordítás
- Ez a szócikk részben vagy egészben  a   Seized (film) című angol Wikipédia-szócikk fordításán alapul.  Az eredeti cikk szerkesztőit annak laptörténete sorolja fel. Ez a jelzés csupán a megfogalmazás eredetét és a szerzői jogokat jelzi, nem szolgál a cikkben szereplő információk forrásmegjelöléseként.